# Ina Steenbruggen
Ina Steenbruggen (Olst, 21 juni 1956) is een voormalig Nederlands langebaanschaatsenrijdster met een heel lange carrière, beginnend bij de B-juniores en eindigend bij de studentenkampioenschappen.

## Persoonlijke records
| Afstand    | Tijd    | Datum           | Baan       |
| ---------- | ------- | --------------- | ---------- |
| 500 meter  | 42,52   | 4 maart 1982    | Inzell     |
| 1000 meter | 1.25,10 | 5 maart 1982    | Inzell     |
| 1500 meter | 2.11,45 | 15 januari 1984 | Medeo      |
| 3000 meter | 4.36,58 | 5 maart 1982    | Inzell     |
| 5000 meter | 8.03,96 | 21 maart 1987   | Heerenveen |

## Resultaten
| Jaar | NK Junioren B | NK Junioren A | NK allround | NK Sprint | EK Allround | WK Allround | WK Sprint | Olympische Spelen |
| ---- | ------------- | ------------- | ----------- | --------- | ----------- | ----------- | --------- | ----------------- |
| 1973 | 6e            |               |             |           |             |             |           |                   |
| 1974 | 5e            |               |             |           |             |             |           |                   |
| 1975 |               | 5e            |             |           |             |             |           |                   |
| 1975 |               | NC13          |             |           |             |             |           |                   |
| 1976 |               |               | Brons       |           |             |             |           |                   |
| 1977 |               |               | 5e          |           |             |             |           |                   |
| 1978 |               |               | Zilver      |           |             | NC18        | 17e       |                   |
| 1979 |               |               | 5e          |           |             |             | 18e       |                   |
| 1980 |               |               | 5e          |           |             |             |           |                   |
| 1981 |               |               | Zilver      |           | 10e         | 15e         | 15e       |                   |
| 1982 |               |               | 5e          |           |             |             |           |                   |
| 1983 |               |               | Zilver      | 4e        |             | 12e         |           |                   |
| 1984 |               |               | 5e          | 5e        | 13e         |             |           |                   |
| 1986 |               |               | 5e          | 10e       |             |             |           |                   |
| 1987 |               |               | 12e         |           |             |             |           |                   |